# Garmdarreh
Garmdarreh (persiska: گَرمدره, گرمدرّه پائین) är en ort i Iran.   Den ligger i provinsen Alborz, i den norra delen av landet, 30 km väster om huvudstaden Teheran. Garmdarreh ligger 1 271 meter över havet och antalet invånare är 12 738.
Terrängen runt Garmdarreh är varierad. Runt Garmdarreh är det mycket tätbefolkat, med 5 598 invånare per kvadratkilometer. Närmaste större samhälle är Karaj, 11,0 km nordväst om Garmdarreh. Trakten runt Garmdarreh består i huvudsak av gräsmarker.